# Križevci (Slovenia)
Križevci (in tedesco Kreuzdorf bei Luttenberg) è un comune di 3 553 abitanti della Slovenia nord-orientale.
Qua è nato il politico Milan Kučan. 

## Località
Il comune di Križevci è diviso in 16 insediamenti (naselja):
| - Berkovci - Berkovski Prelogi - Boreci - Bučečovci - Dobrava - Gajševci - Grabe pri Ljutomeru - Iljaševci | - Ključarovci pri Ljutomeru - Kokoriči - Križevci pri Ljutomeru - Logarovici - Lukavci - Stara Nova vas - Vučja vas - Zasadi |